# Lamphun (stad)

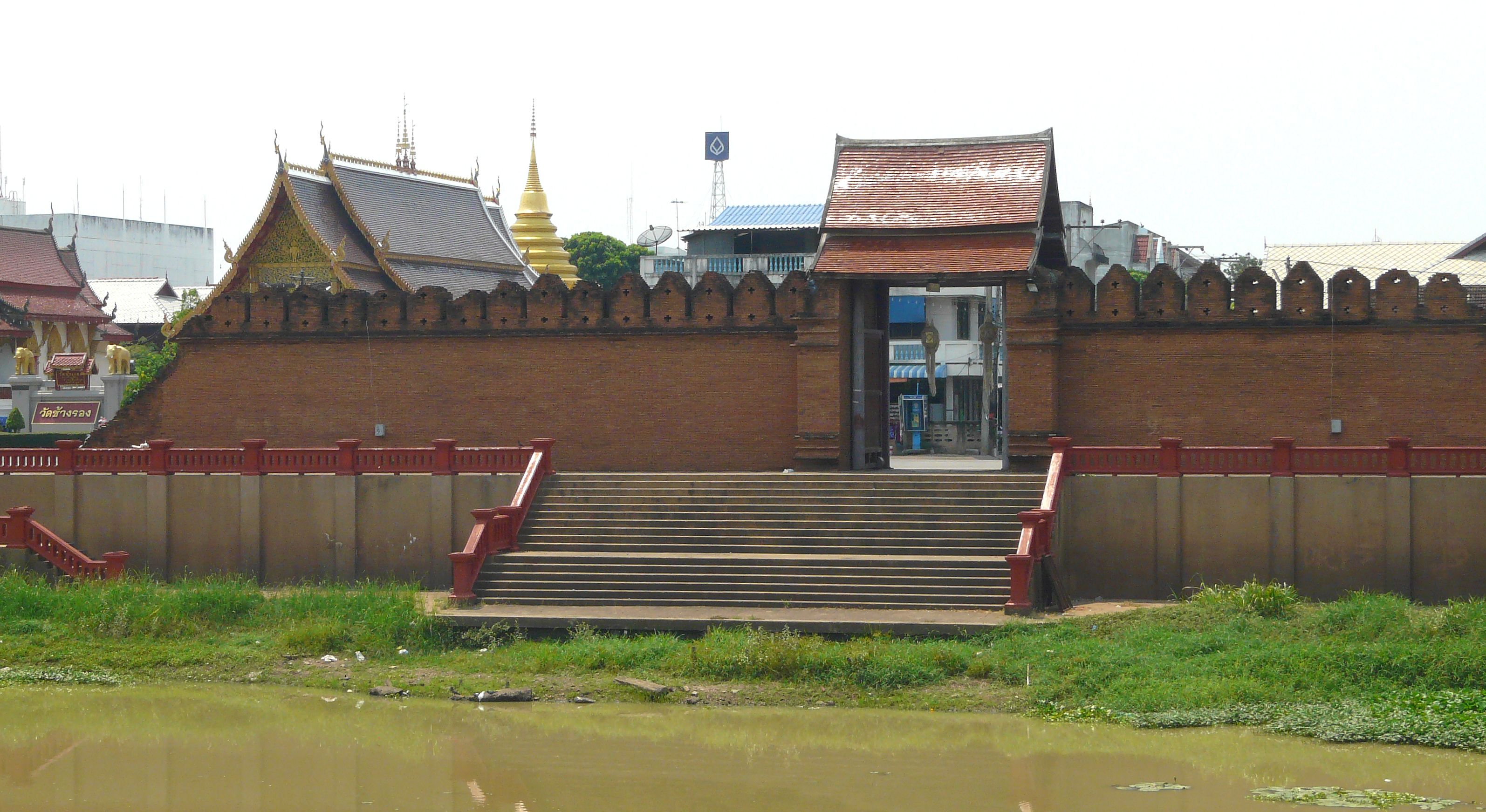
Stadsmuur en stadsgracht

Lamphun (Thais: ลำพูน) is een Thaise stad in de regio Noord-Thailand. Lamphun is hoofdstad van de provincie Lamphun en het district Lamphun. De stad telde in 2000 bij de volkstelling 43.164 inwoners.
De Ping stroomt door Lamphun.

## Geschiedenis
Lamphun is een historische hoofdstad van het koninkrijk Haripunchai. Lamphun werd in 660 door koningin Chamthewi gesticht en bleef de hoofdstad tot 1281, toen het rijk onder de heerschappij kwam van koning Mangrai, een vorst uit de Lannadynastie.
In de eerste helft van de 12e eeuw raakte Lamphun onder invloed van het Khmerrijk onder koning Suryavarman. In 1281 veroverde koning Menrai de stad en werd Hariphunchai onderdeel van het Lanna rijk. De Birmezen overheersten Lamphun vanaf de 16e eeuw tweehonderd jaar lang. Op het eind van de 19e eeuw werd Lamphun onderdeel van Siam.

In Lamphun is een der oudste tempelcomplexen van noordelijk Thailand te vinden, de Wat Phra That Haripunchai.

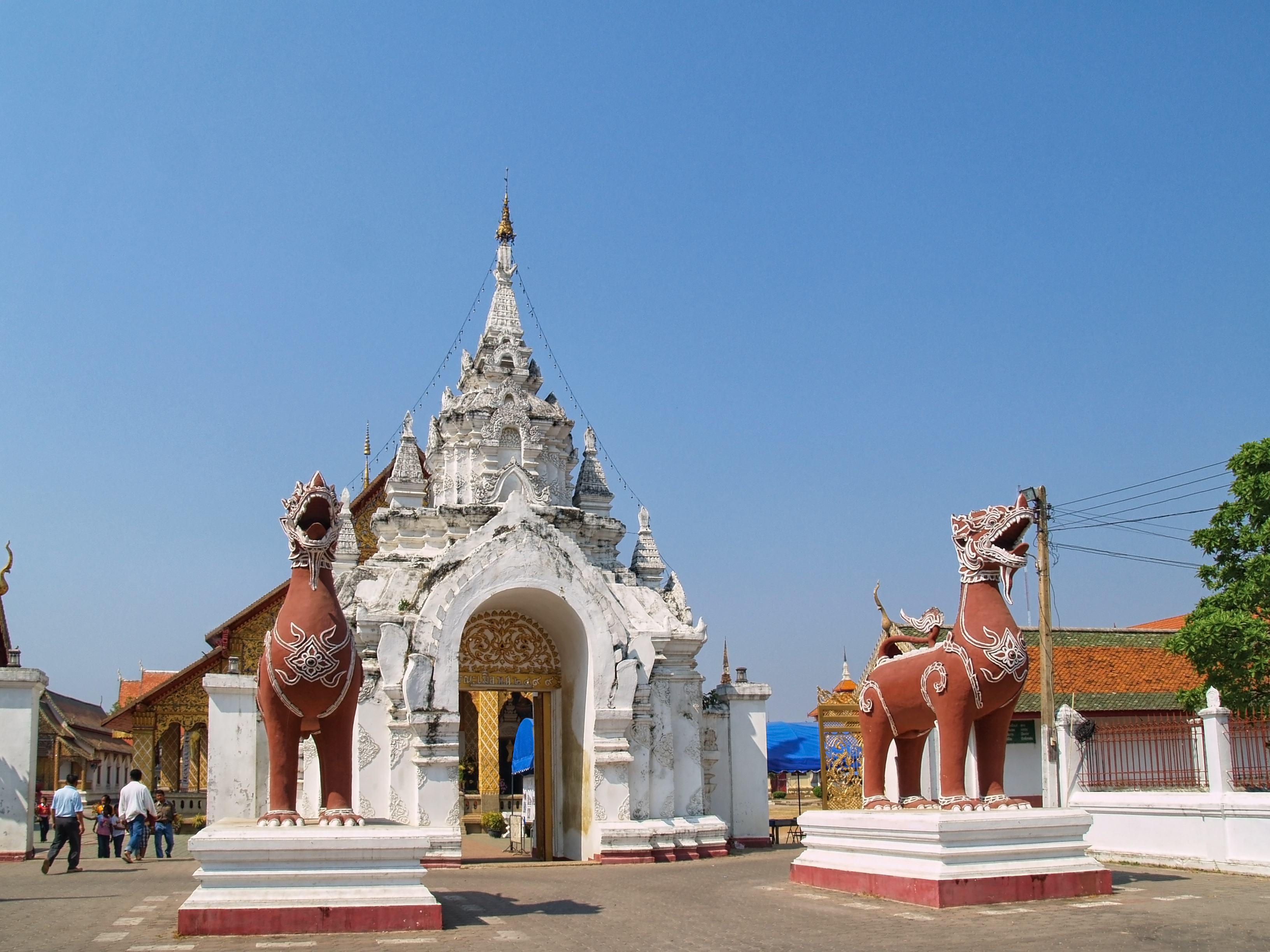
Wat Phra That Haripunchai